# Macrodinychidae
Famille
Genre
Macrodinychus Berlese, 1917 est le seul genre des Macrodinychidae  Hirschmann, 1979.
Il contient 21 espèces en deux sous-genres.

## Classification
- Macrodinychus Berlese, 1917
  - Macrodinychus (Macrodinychus) Berlese, 1917
  - Macrodinychus (Monomacrodinychus) Hirschmann, 1975